# Biskupice (Lublin)
Pour les articles homonymes, voir Biskupice.
Biskupice (prononciation [biskuˈpit͡sɛ) est un village de la gmina de Trawniki du powiat de Świdnik dans la voïvodie de Lublin, situé dans l'est de la Pologne.
Il se situe à environ 4 kilomètres à l'ouest de Trawniki (siège de la gmina), 20 kilomètres au sud-est de Świdnik (siège du powiat) et 30 kilomètres au sud-est de Lublin (capitale de la voïvodie).
Le village compte approximativement une population de 890 habitants.

## Histoire
De 1975 à 1998, le village est attaché administrativement à l'ancienne voïvodie de Lublin.

Depuis 1999, il fait partie de la nouvelle voïvodie de Lublin.